# Ville-Neuve du Temple

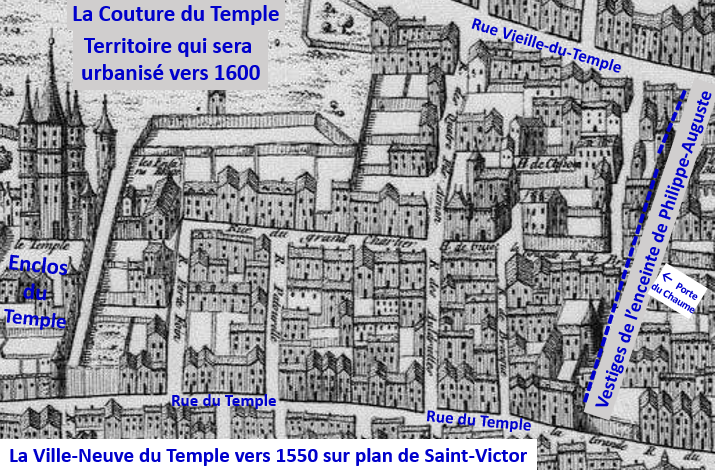
Čtvrť na plánu Paříže kolem roku 1550

Ville-Neuve du Temple byla středověká čtvrť na severu Le Marais v Paříži, která se rozkládala v prostoru dnešních čtvrtí Enfants-Rouges, Sainte-Avoye a Archives ve 3. obvodu. Vymezovaly ji ulice Rue de Bretagne na severovýchodě, Rue des Archives, Rue des Quatre-Fils a Rue Vieille-du-Temple na východě, Rue des Francs-Bourgeois a Rue Rambuteau na jihu a Rue du Temple na západě. Čtvrť vznikla kolem roku 1300 při rozdělení části panství templářského kláštera.

## Historie
Panství templářského řádu představovalo rozsáhlé území severně od Rue de la Verrerie (přibližně čtyřúhelník mezi současnými Rue du Temple, Rue de Bretagne, Rue du Petit-Thouars a Rue de Picardie) a dále až k úpatí kopce Ménilmontant (Rue de la Folie-Méricourt) v šířce mezi Rue du Temple a Rue Vieille-du-Temple. Část tohoto území se nacházela uvnitř městských hradeb Filipa II. Augusta postavených po roce 1190. Král Filip III. postoupil v roce 1279 území mezi Rue Sainte-Croix-de-la-Bretonnerie a hradbami (přibližně na prostoru Rue des Francs-Bourgeois) pod svrchovanost templářů a potvrdil rytířům práva na oblast severně od hradeb.
Na konci 13. století byla část tohoto původně zemědělského území urbanizována z iniciativy templářských rytířů, aby se zvýšila hodnota jejich panství. Stávající budovy byly strženy, pozemky rozděleny a vznikly nové ulice. V roce 1288 byla v hradbách proražena Porte du Chaume a od této brány vznikla severojižní osa, dnešní Rue des Archives. Paralelní ulice spojující tuto ulici s Rue du Temple vznikaly od roku 1282: Rue Portefoin, Rue Pastourelle, Rue des Haudriettes a Rue de Braque. Pozemky přilákaly řemeslníky kvůli výhodám, které jim klášter zaručoval, jako např. částečné osvobození od daní. Obdobný rozvoj probíhal na předměstí Bourg Saint-Martin-des-Champs západně od Rue du Temple.

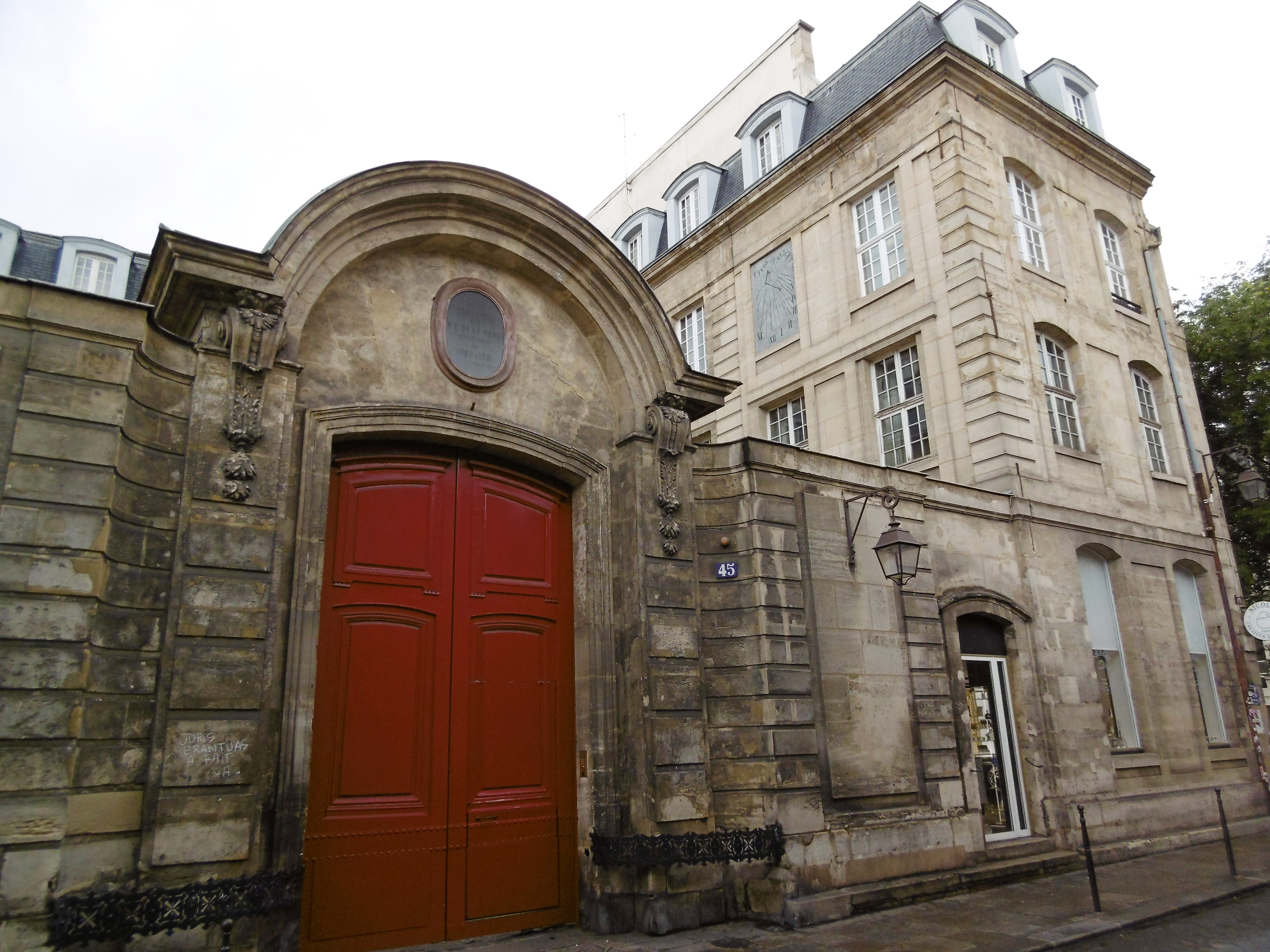
Bývalý mercedariánský klášter v Rue des Archives.

Čtvrť měla v roce 1362 celkem 240 domů a asi 1200 obyvatel. Na konci 14. století bylo dosavadní předměstí zahrnuto do města výstavbou nových hradeb za krále Karla V. Po usídlení krále v paláci Saint-Pol vznikla v jeho sousedství šlechtická sídla. Další městské paláce zde byly postaveny v 17. století.
Po zboření bývalého templářského chrámu v roce 1808 ztratila oblast definitivně svou identitu. Samotná čtvrť nebyla sice dotčena radikální přestavbou barona Haussmanna, ale několik ulic, zejména Rue des Archives a Rue des Quatre-Fils, bylo rozšířeno a vyrovnáno, což znamenalo zničení některých budov.